# Списак округа Калифорније
Савезна држава Калифорнија подељена је на 58 округа. Окрузи су одговорни за провођење свих избора, наплату пореза, вођење јавних записа, функционисање локалних судова унутар својих граница, као и за спровођење закона (преко окружног шерифа и његових замјеника) у областима које не припадају ниједном инкорпорисаном граду.
Округ је стандардна јединица локалне самоуправе (сваки део Калифорније припада једном од 58 округа). Сваки округ има одбор супервизора и обавезан је по државном закону да својим становницима обезбеди услуге попут здравства, одржавања путева, полиције итд. Разликовање обавезних и дискреционих дужности округа је веома тежак задатак. Сваки оштећени порески обвезник има право да тужи округ због неспровођења одређених дужности, као што су здравствене услуге, при чему финансијски проблеми округа не могу бити изговор.
Становници довољно великог дела неинкорпорисане територије могу основати инкорпорисани град. Градска влада тада преузима дио пореских прихода који би отишли округу, а може и да наметне додатне порезе својим становницима. Град затим може да изабере да становницима пружа готово све услуге које обично пружа округ (или чак више), или да пружа само неке услуге, а да плати округу да се брине за остало. Град који уђе у овакав аранжман са округом или неком трећом страном назива се „уговорни град“ (енгл. contract city), док је овај тип уговора познат међу адвокатима као „Лејквуд план“, јер га је први пут применио град Лејквуд 1954.
Ова могућност „изласка“ из надлежности округа је довела до формирања различитих врста градова. Скоро цели град Вернон је једна велика индустријска зона, с друге стране, скоро цели град Лос Алтос Хилс је стамбено подручје.
У Калифорнији постоји један обједињени град-округ — Сан Франциско. Градски одбор супервизора управља и градом и округом. У граду постоје и градска полиција и окружни шериф, који је углавном одговоран за функционисање окружних затвора.

## Формирање округа
Уставни комитет Калифорније је 4. јануара 1850. препоручио формирање 18 округа у држави. Исте године, 22. априла, формирано је још 9 округа. Нови окрузи су затим повремено формирани, а 7. августа 1907. формиран је последњи округ, Округ Империјал.
ФИПС код за Калифорнију почиње цифрама 06 које прати троцифрена ознака округа.

## Списак округа
| Округ                 | ФИПС код | Седиште округа  | Настао | Формиран из                                          | Добио име по | Становништво | Површина   | Мапа |
| --------------------- | -------- | --------------- | ------ | ---------------------------------------------------- | --- | ------------ | ---------- | --- |
| Округ Аламида         | 001      | Оукланд         | 1853.  | округа Контра Коста и Санта Клара                    | Шпанска реч која означава „Авенију у хладовини дрвећа“ | 1.510.271    | 1.911 km2  | [[Слика:Map of California highlighting Alameda County.svg\|100п\|alt={{{Alt\|Мапа државе са истакнутим округом Аламида.\|Мапа државе са истакнутим округом Аламида.]]                          |
| Округ Алпајн          | 003      | Маркливил       | 1864.  | округа Амадор, Ел Дорејдо, Калаверас, Моно и Туолуми | Локацији у Сијера Невади | 1.175        | 1.914 km2  | [[Слика:Map of California highlighting Alpine County.svg\|100п\|alt={{{Alt\|Мапа државе са истакнутим округом Алпајн.\|Мапа државе са истакнутим округом Алпајн.]]                             |
| Округ Амадор          | 005      | Џексон          | 1854.  | округа Калаверас                                     | Хозе Марији Амадору (1794—1883), који је 1848. формирао успешан камп за вађење злата близу данашњег Амадор ситија | 38.091       | 1.536 km2  | [[Слика:Map of California highlighting Amador County.svg\|100px\|alt={{{Alt\|Мапа државе са истакнутим округом Амадор.\|Мапа државе са истакнутим округом Амадор.]]                            |
| Округ Бјут            | 007      | Оровил          | 1850.  | првобитни округ                                      | по Сатер Бјутс, за који се погрешно мислило да се налази у округу у време његовог формирања. | 220.000      | 4.248 km2  | [[Слика:Map of California highlighting Butte County.svg\|100px\|alt={{{Alt\|Мапа државе са истакнутим округом Бјут.\|Мапа државе са истакнутим округом Бјут.]]                                 |
| Округ Калаверас       | 009      | Сан Андреас     | 1850   | првобитни округ                                      | реци Калаверас; (шп. calaveras) на шпанском значи „лобање“. | 45.578       | 2.642 km2  | [[Слика:Map of California highlighting Calaveras County.svg\|100px\|alt={{{Alt\|Мапа државе са истакнутим округом Калаверас.\|Мапа државе са истакнутим округом Калаверас.]]                   |
| Округ Колуса          | 011      | Колуса          | 1850.  | првобитни округ                                      | Ранчо Колусу, земљишту које је Мексико уступио Џону Бидвелу. | 21.419       | 2.981 km2  | [[Слика:Map of California highlighting Colusa County.svg\|100px\|alt={{{Alt\|Мапа државе са истакнутим округом Колуса.\|Мапа државе са истакнутим округом Колуса.]]                            |
| Округ Контра Коста    | 013      | Мартинес        | 1850.  | првобитни округ                                      | шпански за „супротна обала“, подручје наспрам Сан Франциска, на другој обали залива Сан Франциско. | 1.049.025    | 1.865 km2  | [[Слика:Map of California highlighting Contra Costa County.svg\|100px\|alt={{{Alt\|Мапа државе са истакнутим округом Контра Коста.\|Мапа државе са истакнутим округом Контра Коста.]]          |
| Округ Дел Норте       | 015      | Кресент Сити    | 1857.  | округа Кламат                                        | шпански за „северно“, односи се на положај округа у Калифорнији. | 28.610       | 2.611 km2  | [[Слика:Map of California highlighting Del Norte County.svg\|100px\|alt={{{Alt\|Мапа државе са истакнутим округом Дел Норте.\|Мапа државе са истакнутим округом Дел Норте.]]                   |
| Округ Ел Дорејдо      | 017      | Пласервил       | 1850.  | првобитни округ                                      | Елдораду, митском крају са огромним богатством у злату. | 181.058      | 4.434 km2  | [[Слика:Map of California highlighting El Dorado County.svg\|100px\|alt={{{Alt\|Мапа државе са истакнутим округом Ел Дорејдо.\|Мапа државе са истакнутим округом Ел Дорејдо.]]                 |
| Округ Фрезно          | 019      | Фрезно          | 1856.  | округа Марипоса, Мерсед и Тулери                     |fresno је шпанска реч за „јасен“; Округ је добио име по локалном калифорнијском јасену (Fraxinus dipetala), који је у изобиљу растао уз реку Сан Хоакин.                                                                        | 930.450      | 15.444 km2 | [[Слика:Map of California highlighting Fresno County.svg\|100px\|alt={{{Alt\|Мапа државе са истакнутим округом Фрезно.\|Мапа државе са истакнутим округом Фрезно.]]                            |
| Округ Глен            | 021      | Вилоус          | 1891.  | округа Колуса                                        | Хјуу Џ. Глену, калифорнијском бизнисмену и политичару. | 28.122       | 3.406 km2  | [[Слика:Map of California highlighting Glenn County.svg\|100px\|alt={{{Alt\|Мапа државе са истакнутим округом Глен.\|Мапа државе са истакнутим округом Глен.]]                                 |
| Округ Хамболт         | 023      | Јурика          | 1853.  | округа Тринити                                       | Хумболтовом заливу, који је назван по Александру фон Хумболту, њемачком истраживачу и природњаку. | 134.623      | 9.254 km2  | [[Слика:Map of California highlighting Humboldt County.svg\|100px\|alt={{{Alt\|Мапа државе са истакнутим округом Хамболт.\|Мапа државе са истакнутим округом Хамболт.]]                        |
| Округ Импиријал       | 025      | Ел Сентро       | 1907.  | округа Сан Дијего                                    | долини „Империјал“, названој по Компанији Импиријал ланд. | 174.528      | 10.813 km2 | [[Слика:Map of California highlighting Imperial County.svg\|100px\|alt={{{Alt\|Мапа државе са истакнутим округом Импиријал.\|Мапа државе са истакнутим округом Импиријал.]]                    |
| Округ Инјо            | 027      | Индепенденс     | 1866.  | округа Моно и Тулери                                 | постоји спор око порекла имена; рани досељеници су веровали да је Инјо домородачки назив за околне планине, али се можда ради о имену поглавице Моно индијанаца.                                                         | 18.546       | 26.397 km2 | [[Слика:Map of California highlighting Inyo County.svg\|100px\|alt={{{Alt\|Мапа државе са истакнутим округом Инјо.\|Мапа државе са истакнутим округом Инјо.]]                                  |
| Округ Керн            | 029      | Бејкерсфилд     | 1866.  | округа Лос Анђелес и Тулери                          | реци Керн, названој по Едварду Керну, картографу у експедицији Џона Фримонта из 1845. | 839.631      | 21.088 km2 | [[Слика:Map of California highlighting Kern County.svg\|100px\|alt={{{Alt\|Мапа државе са истакнутим округом Керн.\|Мапа државе са истакнутим округом Керн.]]                                  |
| Округ Кингс           | 031      | Ханфорд         | 1893.  | округа Тулери                                        | реци Кингс, шпански назив: „Rio de los Santos Reyes“ („Река светих краљева“). | 152.982      | 3.600 km2  | [[Слика:Map of California highlighting Kings County.svg\|100px\|alt={{{Alt\|Мапа државе са истакнутим округом Кингс.\|Мапа државе са истакнутим округом Кингс.]]                               |
| Округ Лејк            | 033      | Лејкпорт        | 1861.  | округа Напа                                          | језеру Клир Лејк | 64.665       | 3.258 km2  | [[Слика:Map of California highlighting Lake County.svg\|100px\|alt={{{Alt\|Мапа државе са истакнутим округом Лејк.\|Мапа државе са истакнутим округом Лејк.]]                                  |
| Округ Ласен           | 035      | Сузанвил        | 1864   | округа Плумас и Шаста и бившег округа Лејк у Невади  | Петеру Ласену, данском истраживачу и природњаку. | 34.895       | 11.805 km2 | [[Слика:Map of California highlighting Lassen County.svg\|100px\|alt={{{Alt\|Мапа државе са истакнутим округом Ласен.\|Мапа државе са истакнутим округом Ласен.]]                              |
| Округ Лос Анђелес     | 037      | Лос Анђелес     | 1850.  | првобитни округ                                      | шпанска реч за „анђели“, изведено од: „El Pueblo de Nuestra Señora la Reina de los Angeles del Río de Porciúncula“. | 9.818.605    | 10.515 km2 | [[Слика:Map of California highlighting Los Angeles County.svg\|100px\|alt={{{Alt\|Мапа државе са истакнутим округом Лос Анђелес.\|Мапа државе са истакнутим округом Лос Анђелес.]]             |
| Округ Мадера          | 039      | Мадера          | 1893.  | округа Марипоса                                      | шпанска реч за „шуму“, подручје је у то време било прекривено шумом. | 150.865      | 5.537 km2  | [[Слика:Map of California highlighting Madera County.svg\|100px\|alt={{{Alt\|Мапа државе са истакнутим округом Мадера.\|Мапа државе са истакнутим округом Мадера.]]                            |
| Округ Марин           | 041      | Сан Рафел       | 1850.  | првобитни округ                                      | постоји спор око порекла имена, али би могла бити изведеница од „Bahía de Nuestra Señora del Rosario la Marina“, шпанског назива за подручје дуж Залива Сан Франциско.                                                                                                | 252.409      | 1.347 km2  | [[Слика:Map of California highlighting Marin County.svg\|100px\|alt={{{Alt\|Мапа државе са истакнутим округом Марин.\|Мапа државе са истакнутим округом Марин.]]                               |
| Округ Марипоса        | 043      | Марипоса        | 1850.  | првобитни округ                                      | шпанска реч за лептира. | 18.251       | 3.758 km2  | [[Слика:Map of California highlighting Mariposa County.svg\|100px\|alt={{{Alt\|Мапа државе са истакнутим округом Марипоса.\|Мапа државе са истакнутим округом Марипоса.]]                      |
| Округ Мендосино       | 045      | Јукаја          | 1850.  | првобитни округ                                      | Антонију де Мендози, првом вицекраљу Нове Шпаније. | 87.841       | 9.088 km2  | [[Слика:Map of California highlighting Mendocino County.svg\|100px\|alt={{{Alt\|Мапа државе са истакнутим округом Мендосино.\|Мапа државе са истакнутим округом Мендосино.]]                   |
| Округ Мерсед          | 047      | Мерсед          | 1855.  | округа Марипоса                                      | реци Мерсед; изворно шпанско име: El Río de Nuestra Señora de la Merced | 255.793      | 4.996 km2  | [[Слика:Map of California highlighting Merced County.svg\|100px\|alt={{{Alt\|Мапа државе са истакнутим округом Мерсед.\|Мапа државе са истакнутим округом Мерсед.]]                            |
| Округ Модок           | 049      | Алтурас         | 1874.  | округа Сискију                                       | племену Модок | 9.686        | 10.215 km2 | [[Слика:Map of California highlighting Modoc County.svg\|100px\|alt={{{Alt\|Мапа државе са истакнутим округом Модок.\|Мапа државе са истакнутим округом Модок.]]                               |
| Округ Моно            | 051      | Бриџпорт        | 1861.  | Округа Калаверас, Фрезно и Марипоса                  | језеру Моно; Име језера је изведено од речи Monachi, a Јокутсанског имена за домородачке народе Сијера Неваде. | 14.202       | 7.884 km2  | [[Слика:Map of California highlighting Mono County.svg\|100px\|alt={{{Alt\|Мапа државе са истакнутим округом Моно.\|Мапа државе са истакнутим округом Моно.]]                                  |
| Округ Монтереј        | 053      | Салинас         | 1850.  | првобитни округ                                      | Заливу Монтереј (шп. portmanteau of monte rey) | 415.057      | 8.604 km2  | [[Слика:Map of California highlighting Monterey County.svg\|100px\|alt={{{Alt\|Мапа државе са истакнутим округом Монтереј.\|Мапа државе са истакнутим округом Монтереј.]]                      |
| Округ Напа            | 055      | Напа            | 1850.  | првобитни округ                                      | постоји спор око порекла назива; могуће да се ради о изведеници од патвинске речи napo, што значи кућа. | 136.484      | 1.953 km2  | [[Слика:Map of California highlighting Napa County.svg\|100px\|alt={{{Alt\|Мапа државе са истакнутим округом Напа.\|Мапа државе са истакнутим округом Напа.]]                                  |
| Округ Невада          | 057      | Невада Сити     | 1851.  | округа Јуба                                          | шпански за „прекривено снегом“ | 98.764       | 2.481 km2  | [[Слика:Map of California highlighting Nevada County.svg\|100px\|alt={{{Alt\|Мапа државе са истакнутим округом Невада.\|Мапа државе са истакнутим округом Невада.]]                            |
| Округ Оринџ           | 059      | Санта Ана       | 1889.  | округа Лос Анђелес                                   | наранџи, која је била распрострањена у области у време успостављања округа. | 3.010.232    | 2.046 km2  | [[Слика:Map of California highlighting Orange County.svg\|100px\|alt={{{Alt\|Мапа државе са истакнутим округом Оринџ.\|Мапа државе са истакнутим округом Оринџ.]]                              |
| Округ Пласер          | 061      | Оберн           | 1851.  | округа Сатер и Јуба                                  | шпанска реч за наслаге шљунка које садрже злато; потиче из периода златне грознице у Калифорнији. | 348.432      | 3.893 km2  | [[Слика:Map of California highlighting Placer County.svg\|100px\|alt={{{Alt\|Мапа државе са истакнутим округом Пласер.\|Мапа државе са истакнутим округом Пласер.]]                            |
| Округ Плумас          | 063      | Квинси          | 1854.  | округа Бјут                                          | реци Федер (шп. El Rio de las Plumas). | 20.007       | 6.615 km2  | [[Слика:Map of California highlighting Plumas County.svg\|100px\|alt={{{Alt\|Мапа државе са истакнутим округом Плумас.\|Мапа државе са истакнутим округом Плумас.]]                            |
| Округ Риверсајд       | 065      | Риверсајд       | 1893.  | округа Сан Бернардино и Сан Дијего                   | граду Риверсајд, који је добио име због своје локације у близини реке Санта Ана. | 2.189.641    | 18.669 km2 | [[Слика:Map of California highlighting Riverside County.svg\|100px\|alt={{{Alt\|Мапа државе са истакнутим округом Риверсајд.\|Мапа државе са истакнутим округом Риверсајд.]]                   |
| Округ Сакраменто      | 067      | Сакраменто      | 1850.  | првобитни округ                                      | реци Сакраменто, чије име потиче од (шпански за „најсветији сакрамент“). | 1.418.788    | 2.502 km2  | [[Слика:Map of California highlighting Sacramento County.svg\|100px\|alt={{{Alt\|Мапа државе са истакнутим округом Сакраменто.\|Мапа државе са истакнутим округом Сакраменто.]]                |
| Округ Сан Бенито      | 069      | Холистер        | 1874.  | округа Монтереј                                      | Бенедикту Нурсијском | 55.269       | 3.597 km2  | [[Слика:Map of California highlighting San Benito County.svg\|100px\|alt={{{Alt\|Мапа државе са истакнутим округом Сан Бенито.\|Мапа државе са истакнутим округом Сан Бенито.]]                |
| Округ Сан Бернардино  | 071      | Сан Бернардино  | 1853.  | округа Лос Анђелес                                   | граду Сан Бернардино, који је добио име по Светом Бернардину Сијенском | 2.035.210    | 51.960 km2 | [[Слика:Map of California highlighting San Bernardino County.svg\|100px\|alt={{{Alt\|Мапа државе са истакнутим округом Сан Бернардино.\|Мапа државе са истакнутим округом Сан Бернардино.]]    |
| Округ Сан Дијего      | 073      | Сан Дијего      | 1850.  | првобитни округ                                      | шпанском имену за Дијега де Алкалу | 3.095.313    | 10.888 km2 | [[Слика:Map of California highlighting San Diego County.svg\|100px\|alt={{{Alt\|Мапа државе са истакнутим округом Сан Дијего.\|Мапа државе са истакнутим округом Сан Дијего.]]                 |
| Округ Сан Франциско   | 075      | Сан Франциско   | 1850.  | првобитни округ                                      | шпанском имену за Светог Фрању Асишког. | 805.235      | 122 km2    | [[Слика:Map of California highlighting San Francisco County.svg\|100px\|alt={{{Alt\|Мапа државе са истакнутим округом Сан Франциско.\|Мапа државе са истакнутим округом Сан Франциско.]]       |
| Округ Сан Хоакин      | 077      | Стоктон         | 1850.  | првобитни округ                                      | шпанском имену за Светог Јоакима. | 685.306      | 3.623 km2  | [[Слика:Map of California highlighting San Joaquin County.svg\|100px\|alt={{{Alt\|Мапа државе са истакнутим округом Сан Хоакин.\|Мапа државе са истакнутим округом Сан Хоакин.]]               |
| Округ Сан Луис Обиспо | 079      | Сан Луис Обиспо | 1850.  | првобитни округ                                      | шпанском имену за бискупа Луја Тулушког | 269.637      | 8.557 km2  | [[Слика:Map of California highlighting San Luis Obispo County.svg\|100px\|alt={{{Alt\|Мапа државе са истакнутим округом Сан Луис Обиспо.\|Мапа државе са истакнутим округом Сан Луис Обиспо.]] |
| Округ Сан Матео       | 081      | Редвуд Сити     | 1856.  | округа Сан Франциско и Санта Круз                    | шпанском имену за Матеја Јеванђелисту | 718.451      | 1.163 km2  | [[Слика:Map of California highlighting San Mateo County.svg\|100px\|alt={{{Alt\|Мапа државе са истакнутим округом Сан Матео.\|Мапа државе са истакнутим округом Сан Матео.]]                   |
| Округ Санта Барбара   | 083      | Санта Барбара   | 1850.  | првобитни округ                                      | шпанском имену за Свету Барбару | 423.895      | 7.091 km2  | [[Слика:Map of California highlighting Santa Barbara County.svg\|100px\|alt={{{Alt\|Мапа државе са истакнутим округом Санта Барбара.\|Мапа државе са истакнутим округом Санта Барбара.]]       |
| Округ Санта Клара     | 085      | Сан Хозе        | 1850.  | првобитни округ                                      | шпанском имену за Клару Асишку | 1.781.642    | 3.344 km2  | [[Слика:Map of California highlighting Santa Clara County.svg\|100px\|alt={{{Alt\|Мапа државе са истакнутим округом Санта Клара.\|Мапа државе са истакнутим округом Санта Клара.]]             |
| Округ Санта Круз      | 087      | Санта Круз      | 1850.  | првобитни округ                                      | Мисији Санта Круз | 262.382      | 1.155 km2  | [[Слика:Map of California highlighting Santa Cruz County.svg\|100px\|alt={{{Alt\|Мапа државе са истакнутим округом Санта Круз.\|Мапа државе са истакнутим округом Санта Круз.]]                |
| Округ Шаста           | 089      | Рединг          | 1850.  | првобитни округ                                      | планини Маунт Шаста | 177.223      | 9.806 km2  | [[Слика:Map of California highlighting Shasta County.svg\|100px\|alt={{{Alt\|Мапа државе са истакнутим округом Шаста.\|Мапа државе са истакнутим округом Шаста.]]                              |
| Округ Сијера          | 091      | Даунивил        | 1852.  | округа Јуба                                          | Шпанској речи за „планински венац“ | 3.240        | 2.468 km2  | [[Слика:Map of California highlighting Sierra County.svg\|100px\|alt={{{Alt\|Мапа државе са истакнутим округом Сијера.\|Мапа државе са истакнутим округом Сијера.]]                            |
| Округ Сискију         | 093      | Вајрика         | 1852.  | округа Шаста и Кламат                                | планинама Сискију; Само порекло термина Сискију је спорно. | 44.900       | 16.283 km2 | [[Слика:Map of California highlighting Siskiyou County.svg\|100px\|alt={{{Alt\|Мапа државе са истакнутим округом Сискију.\|Мапа државе са истакнутим округом Сискију.]]                        |
| Округ Солано          | 095      | Ферфилд         | 1850.  | првобитни округ                                      | Поглавици Солану из племена Суисун | 413.344      | 2.145 km2  | [[Слика:Map of California highlighting Solano County.svg\|100px\|alt={{{Alt\|Мапа државе са истакнутим округом Солано.\|Мапа државе са истакнутим округом Солано.]]                            |
| Округ Сонома          | 097      | Санта Роса      | 1850.  | првобитни округ                                      | Постоји спор око порекла имена, могуће да је округ добио име по термину који су користили припадници племена Помо а који је означавао „долину месеца“. Ово се односи на древне легенде о духовној активности у подручју. | 483.878      | 4.082 km2  | [[Слика:Map of California highlighting Sonoma County.svg\|100px\|alt={{{Alt\|Мапа државе са истакнутим округом Сонома.\|Мапа државе са истакнутим округом Сонома.]]                            |
| Округ Станислаус      | 099      | Модесто         | 1854.  | округа Туолуми                                       | реци Станислаус | 514.453      | 3.872 km2  | [[Слика:Map of California highlighting Stanislaus County.svg\|100px\|alt={{{Alt\|Мапа државе са истакнутим округом Станислаус.\|Мапа државе са истакнутим округом Станислаус.]]                |
| Округ Сатер           | 101      | Јуба Сити       | 1850.  | првобитни округ                                      | Џону Сатеру, једном од раних досељеника у Калифорнију за време „златне грознице“. | 94.737       | 1.562 km2  | [[Слика:Map of California highlighting Sutter County.svg\|100px\|alt={{{Alt\|Мапа државе са истакнутим округом Сатер.\|Мапа државе са истакнутим округом Сатер.]]                              |
| Округ Техејма         | 103      | Ред Блаф        | 1856.  | округа Бјут, Колуса и Шаста                          | домородачком племену Техејма | 63.463       | 7.643 km2  | [[Слика:Map of California highlighting Tehama County.svg\|100px\|alt={{{Alt\|Мапа државе са истакнутим округом Техејма.\|Мапа државе са истакнутим округом Техејма.]]                          |
| Округ Тринити         | 105      | Вивервил        | 1850.  | првобитни округ                                      | реци Тринити која је добила име по граду Тринидад. | 13.786       | 8.234 km2  | [[Слика:Map of California highlighting Trinity County.svg\|100px\|alt={{{Alt\|Мапа државе са истакнутим округом Тринити.\|Мапа државе са истакнутим округом Тринити.]]                         |
| Округ Тулери          | 107      | Вајсејлија      | 1852.  | округа Марипоса                                      | Језеру Тулери | 442.179      | 12.494 km2 | [[Слика:Map of California highlighting Tulare County.svg\|100px\|alt={{{Alt\|Мапа државе са истакнутим округом Тулери.\|Мапа државе са истакнутим округом Тулери.]]                            |
| Округ Туолуми         | 109      | Сонора          | 1850.  | првобитни округ                                      | Постоји спор око порекла имена: могуће је даје у питању измењена домородачка реч talmalamne, што значи јато камених кућа и односи се на племена која су живела у пећинама.                                                         | 55.365       | 5.791 km2  | [[Слика:Map of California highlighting Tuolumne County.svg\|100px\|alt={{{Alt\|Мапа државе са истакнутим округом Туолуми.\|Мапа државе са истакнутим округом Туолуми.]]                        |
| Округ Вентура         | 111      | Вентура         | 1872.  | округа Санта Барбара                                 | скраћеница од (Свети Бонавентура) | 823.318      | 4.781 km2  | [[Слика:Map of California highlighting Ventura County.svg\|100px\|alt={{{Alt\|Мапа државе са истакнутим округом Вентура.\|Мапа државе са истакнутим округом Вентура.]]                         |
| Округ Јоло            | 113      | Вудланд         | 1850.  | првобитни округ                                      | домородачком племену Јолан | 200.849      | 2.621 km2  | [[Слика:Map of California highlighting Yolo County.svg\|100px\|alt={{{Alt\|Мапа државе са истакнутим округом Јоло.\|Мапа државе са истакнутим округом Јоло.]]                                  |
| Округ Јуба            | 115      | Мерисвил        | 1850.  | првобитни округ                                      | Локалном Маиду племену које је живело на обалама река Федер и Јуба или по Габријелу Мораги, који је користио шпански назив за дивље грожђе које је обилато расло на ивици реке.                                          | 72.155       | 1.632 km2  | [[Слика:Map of California highlighting Yuba County.svg\|100px\|alt={{{Alt\|Мапа државе са истакнутим округом Јуба.\|Мапа државе са истакнутим округом Јуба.]]                                  |